# Thaumatogelis rhodensis
Thaumatogelis rhodensis är en stekelart som beskrevs av Schwarz 2001. Thaumatogelis rhodensis ingår i släktet Thaumatogelis och familjen brokparasitsteklar. Inga underarter finns listade i Catalogue of Life.